# Secang (Secang)
Secang is een bestuurslaag in het regentschap Magelang van de provincie Midden-Java, Indonesië. Secang telt 6385 inwoners (volkstelling 2010).